# Вівсянка очеретяна

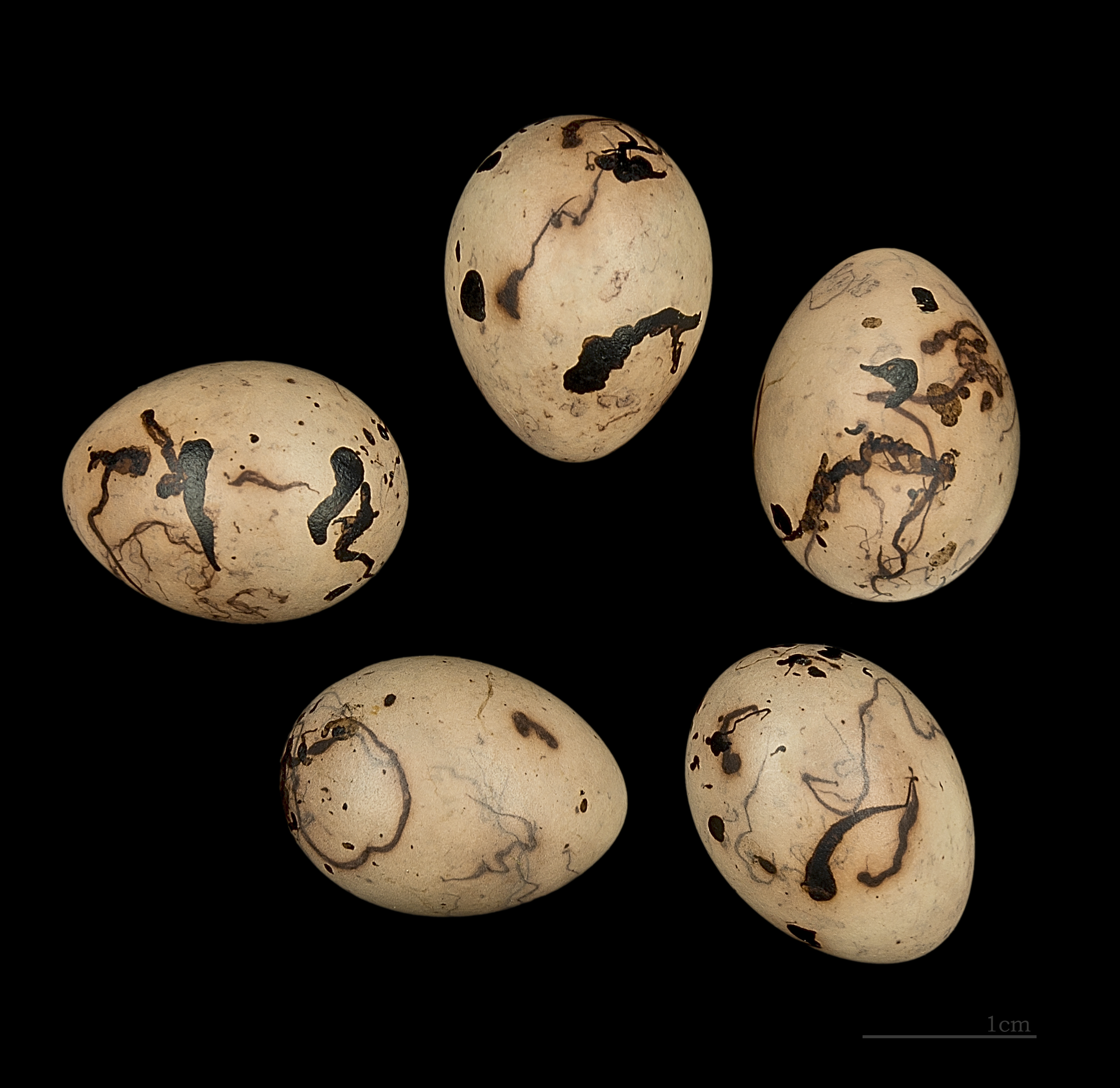
Яйця Emberiza schoeniclus

Вівся́нка очере́тяна (Emberiza schoeniclus) — невеликий співочий птах з родини вівсянкових. В Україні — гніздовий, перелітний та зимуючий птах.

## Морфологічні ознаки
Невеликий птах, за розміром схожий на горобця. У довжину сягає 16 см, розмах крил становить 23 см, довжина крила — 7,5 см, хвоста — 5,5 см.
У дорослого самця в шлюбному вбранні голова, горло і верхня частина вола чорні; «вуса», а також смуга, яка знаходиться на боках і на задній частині шиї, білі; спина і верхні покривні пера крил рудувато-бурі, з темною строкатістю; поперек і надхвістя сірі; боки тулуба білуваті, з невеликою кількістю темних рисок; груди, черево і підхвістя білі; махові і стернові пера бурі, зі світлою облямівкою, на крайніх стернових перах білий колір; дзьоб чорний; ноги бурі; у позашлюбному вбранні голова бура; горло і верхня частина вола білуваті, з домішкою чорного; «вуса» і смуга на шиї вохристі; дзьоб сірий. У дорослої самки в шлюбному оперенні голова бура, з темними рисками; над оком світла «брова»; «вуса» білуваті; горло білувате, по краях окреслене чорно-бурим; поперек і надхвістя бурі; на боках тулуба темні риски; дзьоб бурий; білої смуги на шиї нема; у позашлюбному оперенні голова світліша; «брови» і «вуса» вохристі. Молодий птах подібний до дорослої самки у позашлюбному оперенні.

## Живлення
Раціон вівсянки очеретяної переважно становить насіння.

## Поширення
Ареал виду охоплює всю територію Європи та західну Азію, за винятком гірських районів. В Україні — гніздовий, перелітний та зимуючий птах. Крім Карпат і більшої частини Криму, гніздиться майже по всій території. Зимує в лісостеповій та степовій смугах України.

## Місце проживання
Мешкає в заростях очерету, тростини тощо по берегах ставків, річок, озер та на болотах, де й влаштовує свої гнізда.

## Галерея
- Emberiza schoeniclus

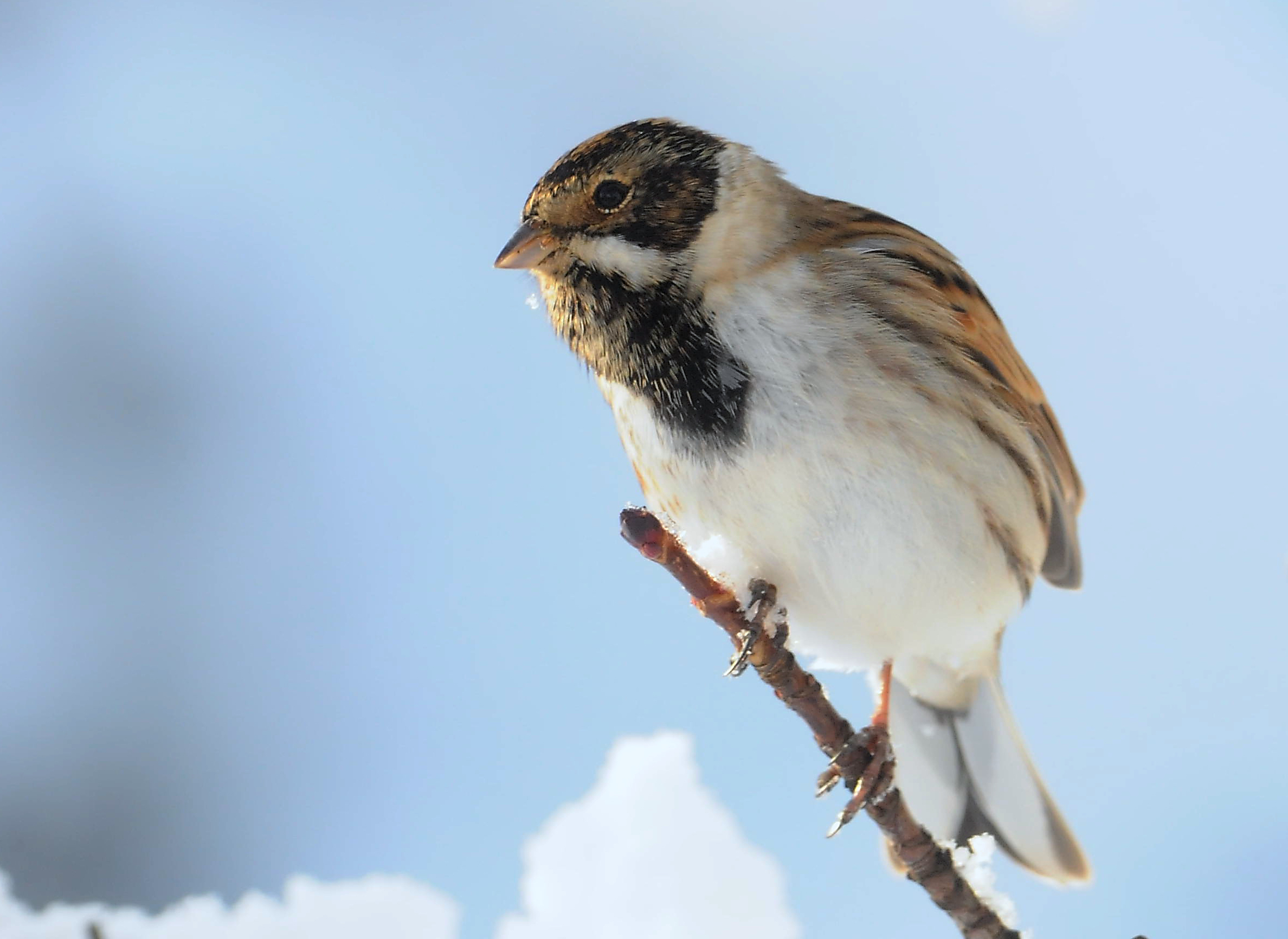
Самець узимку в Англії
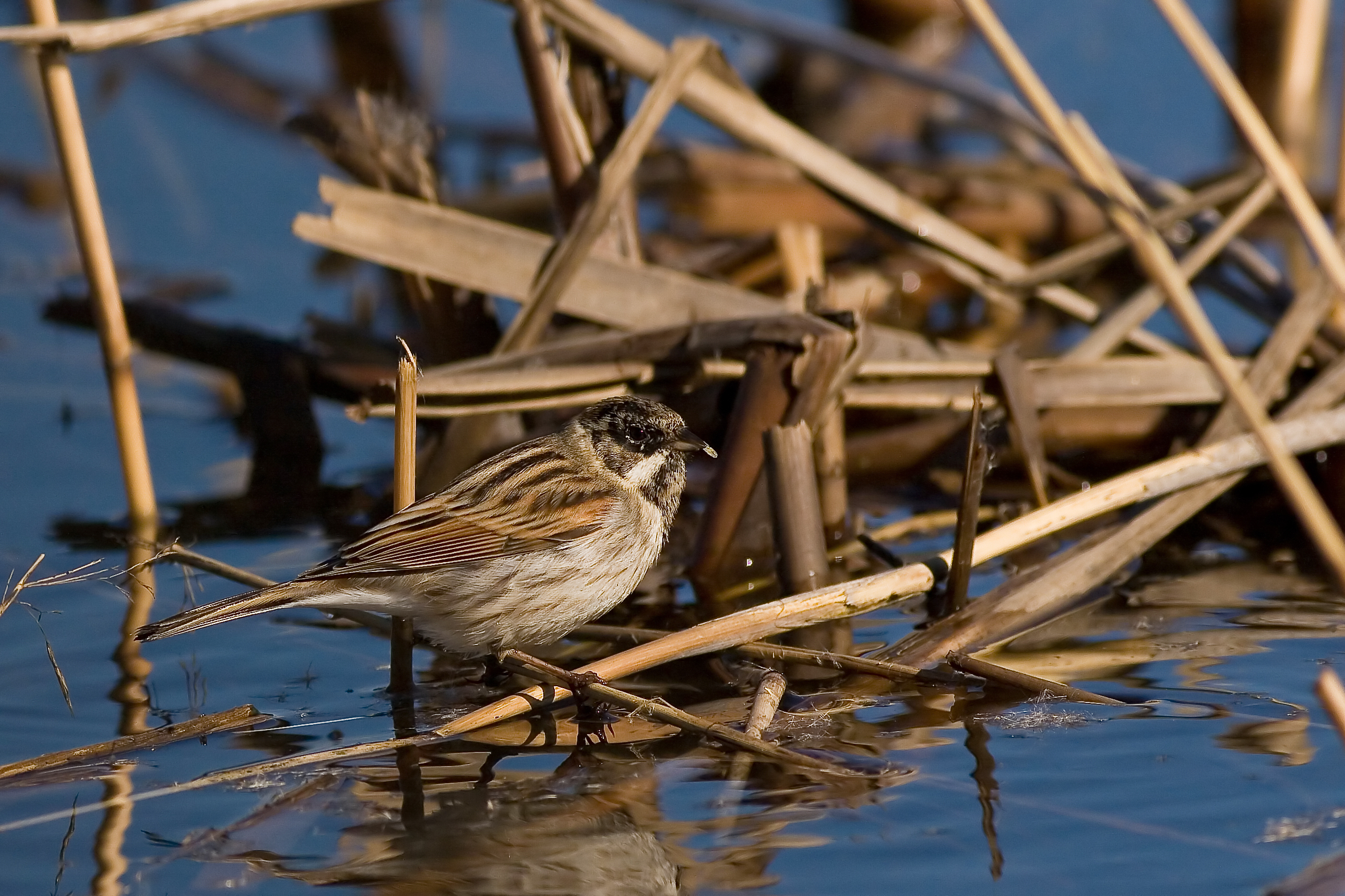
На водоймі в очереті
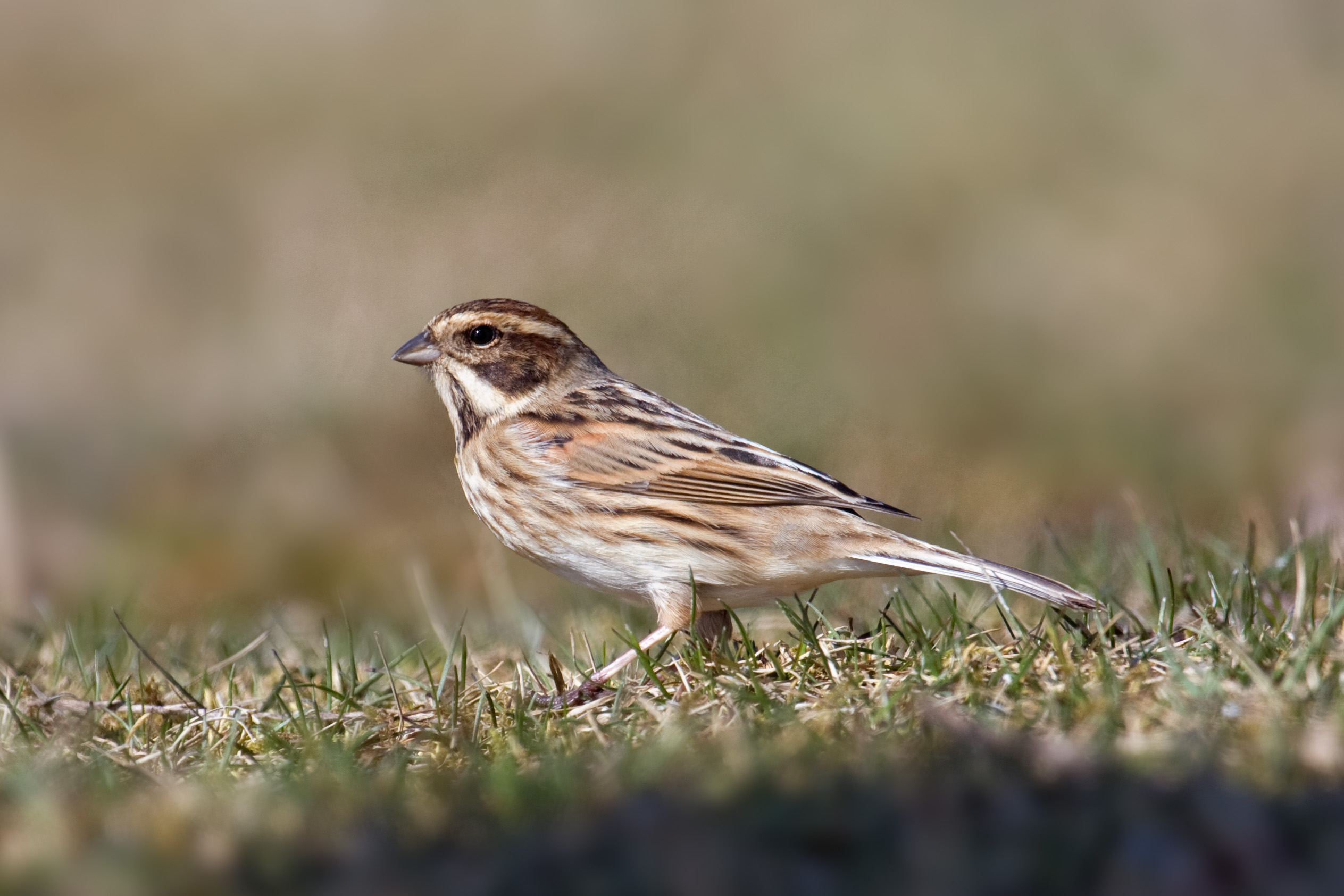
Самка
- Запис щебетання